# Іванов Володимир Миколайович
Володимир Миколайович Іванов (рос. Владимир Николаевич Иванов; 9 липня 1924, Міас, Уральська область (РРФСР),  СРСР — 25 січня 1995, Москва, Росія) — радянський актор театру та кіно. Лауреат Сталінської премії першого ступеня (1949). 

## Біографічні відомості
Батько — професійний співак і піаніст — загинув на фронті наприкінці 1941 року під Москвою.
До 1942 року Володимир працював слюсарем із ремонту рельсових кранів у мартенівському цеху метарургійного заводу в місті Сєров.
Учасник Великої Вітчизняної війни.
Лауреат Сталінської премії за роль Олега Кошового у фільмі «Молода гвардія».
2005 року в журналі «Урал» (№ 5) посмертно надруковано спогади актора «Все — про „Молоду гвардію“».

## Фільмографія

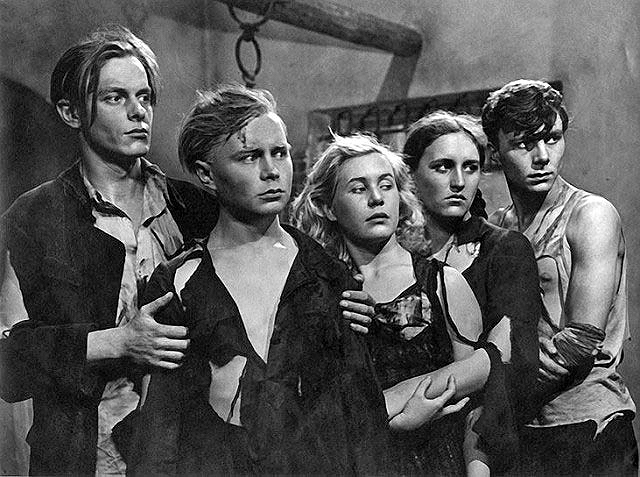
Дебют у кіно — роль Олега Кошового (2-й ліворуч) у фільмі «Молода гвардія» (1948)

- «Молода гвардія» (1948, Олег Кошовий)
- «Земля і люди» (1955, Альоша)
- «300 років тому…» (1956, Олексій Михайлович, цар Московський; Кіностудія імені Олександра Довженка)
- «Щастя треба берегти» (1958, Вася, гармоніст)
- «Нові пригоди Кота в чоботях» (1958, епізод)
- «Чорноморочка» (1959, Василь; Одеська кіностудія)
- «Спрага» (1959, Твердохлебов; Одеська кіностудія)
- «Доля людини» (1959, заспівувач, в'язень концтабору)
- «Людина змінює шкіру» (1959, Птіцин)
- «Біля крутого яру» (1961, Корній Петрович)
- «Далекий марш» (1978, короткометражний; білий офіцер)